# Слободян Роман
Слободян Роман (* 1889, Настасів, тепер Тернопільський район, Тернопільщина — † 1982, Елізабет, Нью-Джерсі) — український громадський діяч у США.
Родом з села Настасова Тернопільського повіту (Галичина).
З 1906 у США. 
У травні 1920 в складі Українського Допомогового Комітету.
В 1920—1933 — головний фінансовий секретар, згодом до 1966 — головний касир Українського Народного Союзу. 
Співзасновник і член проводів низки центральних українських установ у США: Об'єднання Українських Організацій Америки, Українського Конгресового Комітету Америки (УККА), Злученого Українсько-Американського Допомогового Комітету (ЗУАДК) та інших.